# 爆発的1480シリーズ
爆発的1480シリーズ（ばくはつてき1480しりーず）とはアンバランスから発売されているWindows用ゲームソフトのシリーズ。シリーズ内の各作品は定価が1480円と手頃なのが特徴。
シリーズ内には麻雀や花札などといったテーブルゲームから電車でGO!などといった凝った作品まで多様に存在する。